# Pete Docter
Peter Hans Docter (Bloomington, Minnesota, 9 de octubre de 1968) es un director, guionista y productor estadounidense, conocido principalmente por dirigir películas como Monsters, Inc., Up, Inside Out y Soul, además de ser una figura clave de Pixar desde los inicios del estudio. Ha sido nominado a ocho premios Óscar (triunfando con las películas Up, Inside Out y Soul como mejores películas de Animación en 2009, 2015 y 2020 respectivamente), seis premios Annie (ganando cuatro), cinco BAFTA Film (ganando tres), y un Premio de Cine Hochi (que ganó). Él se ha descrito a sí mismo como un "chico geek de Minnesota al que le gusta dibujar caricaturas".

## Biografía
Docter nació en Bloomington (Minnesota), hijo de Rita Margaret (Keane) y David Reinhardt Docter. La familia de su madre es danesa. Creció introvertido y socialmente aislado, prefiriendo trabajar solo. Él solía jugar a menudo en el arroyo al lado de su casa, fingiendo ser Indiana Jones. Un compañero de clase de la secundaria lo describió como "un chico que era muy alto, pero que era un poco raro, tal vez el ser molestado por los matones de la escuela por su cambio de voz en la pubertad fue muy duro".

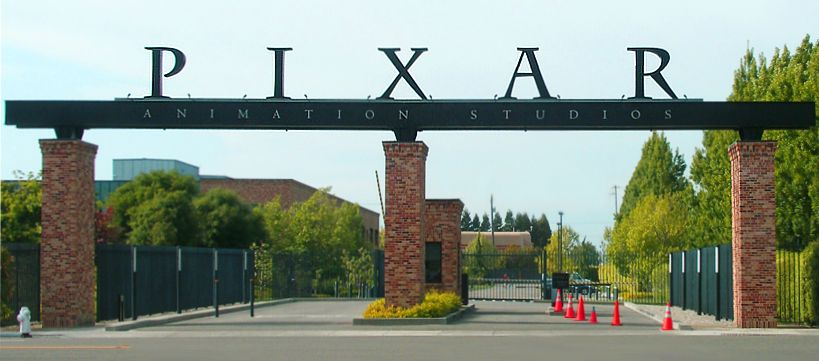
La entrada a los estudios Pixar

Docter aprendió por su propia cuenta a animar, haciendo folioscopios y cortos animados con la cámara hogareña. Más tarde describió su interés por la animación como una manera de "jugar a ser Dios", componiendo personajes casi vivos. Los animadores Chuck Jones, Jack Davis y Walt Disney fueron sus mayores inspiraciones.
Pasó cerca de un año en la Universidad de Minnesota estudiando filosofía y arte, antes de ser transferido al Instituto de las Artes de California donde ganó un premio de la Academia de Estudiantes por su producción "Next Door" y se graduó en 1990.
Aunque Docter había planeado trabajar para la Walt Disney Animation Studios, sus mejores ofertas vinieron de Pixar y de los productores de Los Simpson.
No pensó mucho tiempo en Pixar por ese tiempo, y más tarde consideró su elección de trabajar allí una "extraña e inusual idea".

## Carrera

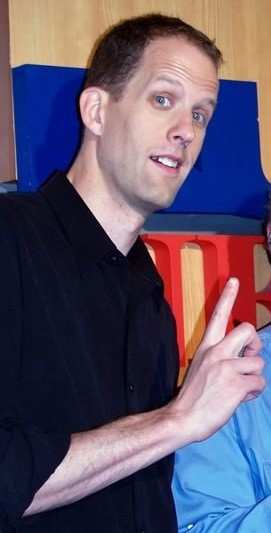
Pete Docter en el año 2009 en la promoción de la película Up

Antes de unirse a Pixar, Docter creó tres animaciones, "Next Door", "Palm Springs", y "Winter", mientras era estudiante en el Instituto de artes de California. Él era fan de los primeros cortometrajes de Pixar, pero no sabía nada más acerca de ellos. Comentó en una entrevista en octubre de 2009, "Mirando hacia atrás me digo, ¿En qué estaba pensando?"
Empezó a trabajar en Pixar a la edad de 21 años y comenzó a trabajar el día después de su graduación, convirtiéndose en el décimo empleado de Pixar y su tercer animador. Él conoció al primer dueño de Pixar, Steve Jobs cuando este último vino a despedir a unos antiguos empleados. Docter se sintió instantáneamente en casa cuando empezó a trabajar allí. Él ha dicho: "Creciendo... muchos de nosotros pensábamos que eramos la única persona en el mundo con esta obsesión por la animación, cuando llegas a Pixar te sientes como ¡Oh! ¡Hay otros como yo!"
Docter empezó a trabajar con responsabilidades limitadas, pero pronto John Lasseter le asignó roles cada vez más grandes en la animación, grabación de sonido, y la supervisión de la banda sonora de las películas. Fue uno de los tres guionistas clave detrás del concepto de Toy Story, y creó a Buzz Lightyear basado en sí mismo.
Ha sido una parte integral de algunas de las obras más seminales de Pixar, incluyendo Toy Story, Toy Story 2, Bichos y Monsters, Inc., todas las cuales recibió elogios de la crítica y honores. Contribuyó a estas películas de animación como un coautor de los guiones, y trabajó con CGI con animadores como John Lasseter, Ronnie Del Carmen, Bob Peterson, Andrew Stanton, Brad Bird, y Joe Ranft. Docter se ha referido a sus colegas en Pixar como un grupo de "sementales salvajes".
En 2004 John Lasseter le propuso dirigir la traducción al inglés de Howl no Ugoku Shiro. Docter tuvo su debut como director con Monsters, Inc., que tuvo lugar justo después del nacimiento de su primer hijo, Nick. Docter ha dicho que el cambio de una devoción focalizada en su carrera, hacia la paternidad, lo hizo sentirse de cabeza, y contribuyó a la inspiración de la historia de la película.
Docter luego , en el año 2009, dirigió la película Up, baso el personaje principal de esta película parcialmente sobre sí mismo, en sus sentimientos frecuentes de tener dificultad para socializar y su deseo de alejarse de las multitudes para contemplarlas.
Docter participó en la Comic-Con 2008 y en la WonderCon de 2009.
En mayo de 2009, Docter comentó de manera retroactiva a "Christianity Today" que había vivido "una vida bendecida" hasta el momento. Ha sido nominado a ocho premios Oscar (dos triunfos hasta ahora por Up e Inside Out, ambas por Mejor Película de Animación) , seis premios Annie (ganando cuatro), cinco BAFTA Film (ganando tres), y un Premio de Cine Hochi (que ganó). Aceptando su Oscar a la Mejor Película de Animación, dijo, "Nunca soñé que haciendo folioscopios en mi libro de matemáticas en el tercer grado, me haría llegar a esto". En junio de 2018, fue nombrado vicepresidente del grupo creativo de Pixar.

## Filmografía

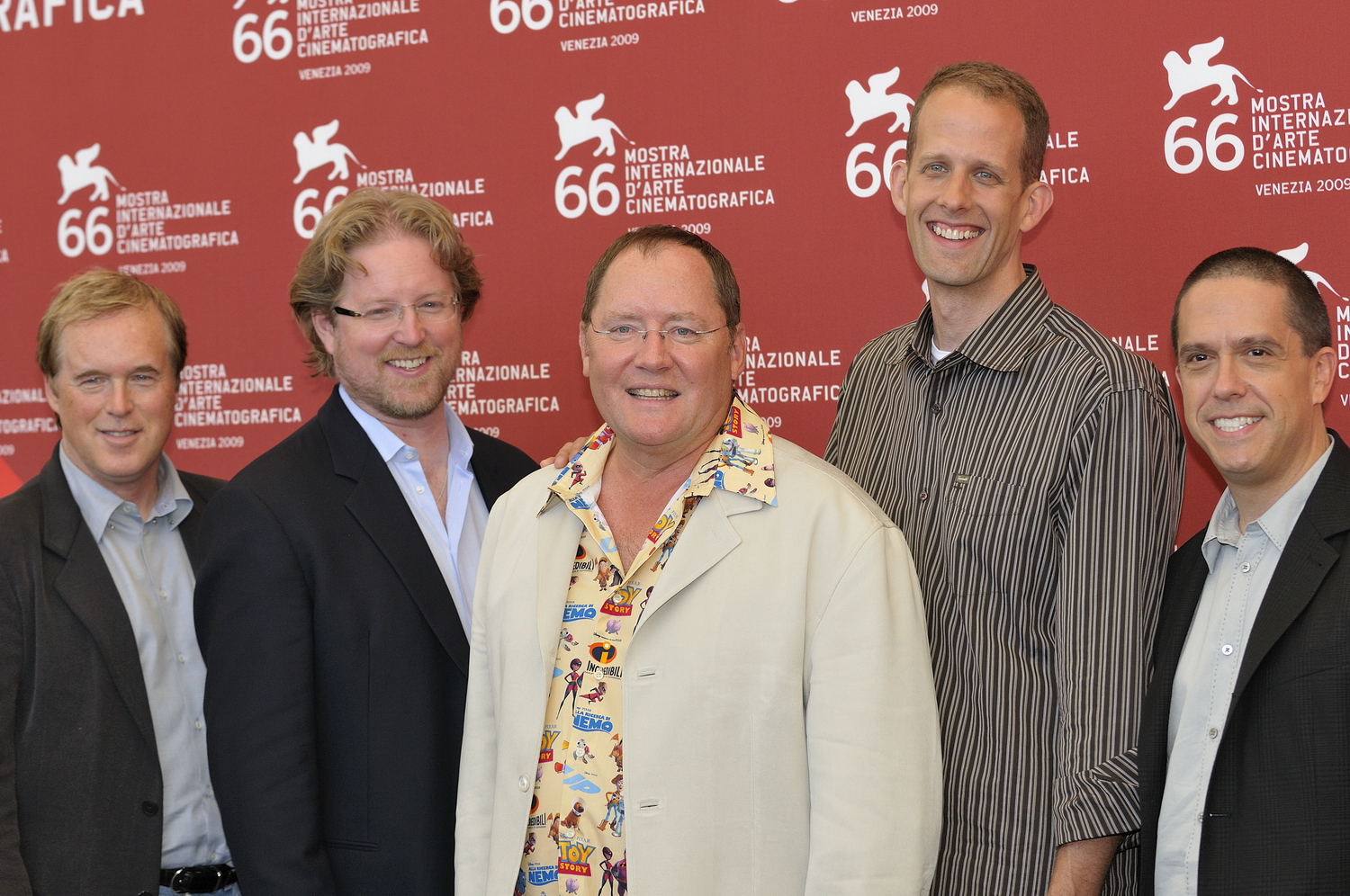
Pete Docter junto a John Lasseter, Brad Bird, Andrew Stanton y Lee Unkrich en Festival de Cine de Venecia de 2009

| Año  | Película            | Director | Productor ejecutivo     | Guionista                   | Codirector        | Notas |
| ---- | ------------------- | -------- | ----------------------- | --------------------------- | ----------------- | ----- |
| 1995 | Toy Story           |          |                         | Sí                          |                   |       |
| 1999 | Toy Story 2         | Sí       |                         |                             |                   |       |
| 2001 | Monsters, Inc.      | Sí       | Sí                      | Lee Unkrich David Silverman |                   |       |
| 2002 | Mike's New Car      | Sí       | Sí                      | Roger Gould                 |                   |       |
| 2008 | WALL·E              |          | Sí                      |                             |                   |       |
| 2009 | Up                  | Sí       | Sí                      | Bob Peterson                |                   |       |
| 2012 | Brave               |          | Sí                      |                             |                   |       |
| 2013 | Monsters University | Sí       |                         |                             |                   |       |
| 2015 | Inside Out          | Sí       |                         | Sí                          | Ronnie del Carmen |       |
| 2019 | Toy Story 4         |          | Sí                      |                             |                   |       |
| 2020 | Onward              | Sí       |                         |                             |                   |       |
| 2020 | Soul                | Sí       | Sí                      | Sí                          | Kemp Powers       |       |
| 2021 | Dug Days            |          | Sí                      | Sí                          |                   |       |
| 2021 | Luca                | Sí       |                         |                             |                   |       |
| 2021 | Monsters at Work    |          | Creador (solo créditos) |                             |                   |       |
| 2022 | Turning Red         | Sí       |                         |                             |                   |       |
| 2022 | Lightyear           | Sí       |                         |                             |                   |       |
| 2023 | Carl's Date         | Sí       |                         |                             |                   |       |
| 2023 | Elemental           | Sí       |                         |                             |                   |       |
| 2024 | Inside Out 2        | Sí       |                         |                             |                   |       |
| 2024 | Dream Productions   | Sí       |                         |                             |                   |       |
| 2025 | Win or Lose         | Sí       |                         |                             |                   |       |

## Vida personal
Está casado con Amanda Docter y tiene dos hijos, Nicholas y Elie. Elie participa en Up como "Young Ellie". También el personaje principal de Inside Out, Riley Andersen, está basado en ella.
Docter es un fan del anime, particularmente de las obras de Hayao Miyazaki. También es fan del trabajo hecho por sus competidores en DreamWorks comentando "Yo creo que nuestro ambiente es mucho más sano, cuando hay más diversidad".
Docter es un cristiano devoto, pero dice que no piensa hacer películas con un mensaje explícitamente religioso.

## Premios y distinciones
Premios Óscar
| Año  | Categoría                   | Película       | Resultado |
| ---- | --------------------------- | -------------- | --------- |
| 1996 | Mejor guion original        | Toy Story      | Nominado  |
| 2002 | Mejor película de animación | Monsters, Inc. | Nominado  |
| 2003 | Mejor cortometraje animado  | Mike's New Car | Nominado  |
| 2009 | Mejor guion original        | WALL·E         | Nominado  |
| 2010 | Mejor guion original        | Up             | Nominado  |
| 2016 | Mejor película de animación | Inside Out     | Ganador   |
| 2016 | Mejor guion original        | Inside Out     | Nominado  |
| 2021 | Mejor película de animación | Soul           | Ganador   |